# Чемпионат России по дзюдо 2016
Чемпионат России по дзюдо 2016 года прошёл с 8 по 11 сентября в Хабаровске.

## Медалисты

### Мужчины
| Категория                   | Золото                                             | Серебро                                              | Бронза                                                                    |
| --------------------------- | -------------------------------------------------- | ---------------------------------------------------- | ------------------------------------------------------------------------- |
| Наилегчайший вес (до 60 кг) | Савва Каракизиди Краснодарский край                | Сахават Гаджиев Свердловская область                 | Ислам Яшуев Чечня, Самарская область Саян Хертек Москва                   |
| Полулёгкий вес (до 66 кг)   | Акбар Бейсагуров Санкт-Петербург, Ингушетия        | Абдула Абдулжалилов Дагестан, Пермский край          | Ислам Хаметов Самарская область, Удмуртия Пайлак Галоян Красноярский край |
| Лёгкий вес (до 73 кг)       | Феликс Галуаев Московская область, Северная Осетия | Лаша Ломидзе Воронежская область                     | Лео Фогель Красноярский край Олег Васильев Санкт-Петербург                |
| Полусредний вес (до 81 кг)  | Станислав Семёнов Северная Осетия                  | Аслан Лаппинагов Московская область, Северная Осетия | Денис Калинин Москва Иван Воробьёв Тюменская область                      |
| Средний вес (до 90 кг)      | Давид Оганисян Краснодарский край                  | Григорий Сулемин Тюменская область                   | Станислав Ретинский Краснодарский край Рустам Амирметов Тюменская область |
| Полутяжёлый вес (до 100 кг) | Ибрагимов Максуд Саратовская область               | Хайбула Магомедов Дагестан                           | Руслан Киселёв Москва Алексей Казачков Ставропольский край                |
| Тяжёлый вес (свыше 100 кг)  | Александр Михайлин Москва                          | Максим Ширяев Москва                                 | Муса Туменов Тюменская область Антон Брачёв Севастополь                   |

### Женщины
| Категория                   | Золото                                             | Серебро                                                     | Бронза                                                                               |
| --------------------------- | -------------------------------------------------- | ----------------------------------------------------------- | ------------------------------------------------------------------------------------ |
| Наилегчайший вес (до 48 кг) | Анастасия Павленко Самарская область               | Кристина Румянцева Самарская область, Московская область    | Сабина Гилязова Челябинская область Лилия Лотфуллина ХМАО                            |
| Полулёгкий вес (до 52 кг)   | Галия Сагитова Санкт-Петербург                     | Алеся Кузнецова Иркутская область                           | Наталья Павлова Санкт-Петербург Ольга Гагарина Москва                                |
| Лёгкий вес (до 57 кг)       | Дарья Межецкая Самарская область                   | Наталья Голомидова Московская область, Свердловская область | Илона Буряченко Санкт-Петербург Анастасия Конкина Самарская область, Санкт-Петербург |
| Полусредний вес (до 63 кг)  | Ольга Крюкова Самарская область                    | Диана Джигарос Волгоградская область                        | Пари Суракатова Санкт-Петербург Камила Бадурова Москва                               |
| Средний вес (до 70 кг)      | Алёна Прокопенко Санкт-Петербург, Хабаровский край | Екатерина Токарева Москва                                   | Яна Дибрина Тюменская область Екатерина Денисенкова ХМАО                             |
| Полутяжёлый вес (до 78 кг)  | Анастасия Дмитриева Москва                         | Вера Москалюк ХМАО                                          | Александра Бабинцева Москва Антонина Шмелёва Орловская область, Тверская область     |
| Тяжёлый вес (свыше 78 кг)   | Анаид Мхитарян ХМАО                                | Пелагея Лапшина ХМАО                                        | Мария Шекерова Татарстан Дарья Карпова Хабаровский край                              |